# Campeonato Sudamericano de Baloncesto de 1949
El Campeonato Sudamericano de Baloncesto de 1949 corresponde a la XIV edición del Campeonato Sudamericano de Baloncesto. El torneo fue disputado en Asunción, Paraguay, por un total de seis equipos. La selección de baloncesto de Uruguay se consagró campeona tras ganar sus cinco encuentros y terminar primera en la tabla de posiciones.

## Modo de disputa
Cada equipo jugó contra los otros cinco equipos una vez, para un total de cinco juegos jugados por cada equipo y 15 en general en la ronda preliminar. Los empates en la clasificación se decidieron con los resultados de los enfrentamientos directos, ya que solo un empate en el primer lugar habría resultado en un partido final. El torneo se jugó el aire libre, demorándose el inicio un día a causa de la lluvia. Además, tuvo como novedad la implementación de la regla de los 3 segundos y que por primera vez los entrenadores pudieran sentarse en el banco y dar indicaciones.

## Posiciones finales
| Rango | Equipo    | Puntos | PG | PP | Pts. a favor | Pts. en contra | Diferencia |
| ----- | --------- | ------ | -- | -- | ------------ | -------------- | ---------- |
| 1     | Uruguay   | 10     | 5  | 0  | 161          | 134            | +27        |
| 2     | Brasil    | 8      | 3  | 2  | 188          | 178            | +10        |
| 3     | Chile     | 8      | 3  | 2  | 179          | 174            | +5         |
| 4     | Perú      | 7      | 2  | 3  | 178          | 162            | +16        |
| 5     | Argentina | 7      | 2  | 3  | 188          | 187            | +1         |
| 6     | Paraguay  | 5      | 0  | 5  | 134          | 193            | -59        |

## Resultados
| Uruguay   | 34 - 26 | Brasil    |
| Uruguay   | 35 - 34 | Chile     |
| Uruguay   | 32 - 21 | Perú      |
| Uruguay   | 35 - 34 | Argentina |
| Uruguay   | 25 - 19 | Paraguay  |
| Brasil    | 40 - 31 | Chile     |
| Brasil    | 32 - 30 | Perú      |
| Brasil    | 40 - 48 | Argentina |
| Brasil    | 50 - 35 | Paraguay  |
| Chile     | 41 - 35 | Perú      |
| Chile     | 47 - 40 | Argentina |
| Chile     | 26 - 24 | Paraguay  |
| Perú      | 37 - 29 | Argentina |
| Perú      | 55 - 28 | Paraguay  |
| Argentina | 37 - 28 | Paraguay  |

Fuente: FIBA